# Acherusia
Dans la mythologie grecque, Acherusia (en grec ancien : Ἀχερουσία λίμνη / Akherousía límnē ou Ἀχερουσίς / Akherousís) était le nom donné à des lacs ou des marais, ayant été, comme l'Achéron, connectés aux Enfers.
Le lac d’où découlerait cette croyance est le lac Acherusia de Thesprotie, à travers lequel coulait l'Achéron. Parmi les autres lacs et marais du même nom et portant la même croyance, on peut citer le lac d'Hermione, un autre situé près d'Héraclée du Pont, un autre encore entre Cumes et Misène et un dernier près de Memphis (Égypte).